# Polistahija
Polistahija (lat. Polystachya),  rod orhideja smješten u podtribus Polystachyinae, dio tribusa Vandeae.
Postoje 244 vrste raširene po dijelovima Srednje i Južne Amerike, velikim dijelovima Afrike i dijelovima Azije (Indija, Indokina, Indonezija. Epifitske, povremeno litofitne ili kopnene višegodišnje bilje. Stabljike koje obično tvore pseudobulbe na puzavom rizomu.

## Vrste
1. Polystachya aconitiflora Summerh.
2. Polystachya acridolens Summerh.
3. Polystachya acuminata Summerh.
4. Polystachya adansoniae Rchb.f.
5. Polystachya aethiopica P.J.Cribb
6. Polystachya affinis Lindl.
7. Polystachya albescens Ridl.
8. Polystachya alicjae Mytnik
9. Polystachya alpina Lindl.
10. Polystachya amazonica Schltr.
11. Polystachya anastacialynae Eb.Fisch., Killmann, J.-P.Lebel & Delep.
12. Polystachya anceps Ridl.
13. Polystachya angularis Rchb.f.
14. Polystachya anthoceros la Croix & P.J.Cribb
15. Polystachya armeniaca la Croix & P.J.Cribb
16. Polystachya asper P.J.Cribb & Podz.
17. Polystachya aurantiaca Schltr.
18. Polystachya bamendae Szlach., Baranow & Mytnik
19. Polystachya bancoensis Burg
20. Polystachya batkoi Szlach. & Olszewski
21. Polystachya bella Summerh.
22. Polystachya bennettiana Rchb.f.
23. Polystachya bequaertii Summerh.
24. Polystachya bicalcarata Kraenzl.
25. Polystachya bicarinata Rendle
26. Polystachya bifida Lindl.
27. Polystachya bipoda Stévart
28. Polystachya biteaui P.J.Cribb, la Croix & Stévart
29. Polystachya boliviensis Schltr.
30. Polystachya brassii Summerh.
31. Polystachya bruechertiae Eb.Fisch., Killmann & J.-P.Lebel
32. Polystachya brugeana Geerinck
33. Polystachya caduca Rchb.f.
34. Polystachya caespitifica Kraenzl. ex Engl.
35. Polystachya caespitosa Barb.Rodr.
36. Polystachya calluniflora Kraenzl.
37. Polystachya caloglossa Rchb.f.
38. Polystachya camaridioides Summerh.
39. Polystachya campyloglossa Rolfe
40. Polystachya canaliculata Summerh.
41. Polystachya candida Kraenzl.
42. Polystachya carnosa P.J.Cribb & Podz.
43. Polystachya caudata Summerh.
44. Polystachya cingulata Rchb.f. ex Kraenzl.
45. Polystachya clareae Hermans
46. Polystachya clavata Lindl.
47. Polystachya concreta (Jacq.) Garay & H.R.Sweet
48. Polystachya confusa Rolfe
49. Polystachya cooperi Summerh.
50. Polystachya coriscensis Rchb.f.
51. Polystachya cornigera Schltr.
52. Polystachya cribbiana Geerinck
53. Polystachya cultriformis (Thouars) Lindl. ex Spreng.
54. Polystachya dalzielii Summerh.
55. Polystachya danieliana G.W.Hu, W.C.Huang & Q.f.Wang
56. Polystachya delepierrei Eb.Fisch., Killmann, Lebel & T.Stévart
57. Polystachya dendrobiiflora Rchb.f.
58. Polystachya dewanckeliana Geerinck
59. Polystachya disiformis P.J.Cribb
60. Polystachya disticha Rolfe
61. Polystachya doggettii Rendle & Rolfe
62. Polystachya dolichophylla Schltr.
63. Polystachya editae Eb.Fisch., Killmann, J.-P.Lebel, Delep. & Nzigid.
64. Polystachya elastica Lindl.
65. Polystachya elatior (Rchb.f.) Peraza & Carnevali
66. Polystachya elegans Rchb.f.
67. Polystachya engongensis Stévart & Droissart
68. Polystachya epiphytica De Wild.
69. Polystachya erica-lanzae Eb.Fisch., Killmann, J.-P.Lebel & Delep.
70. Polystachya erythrocephala Summerh.
71. Polystachya estrellensis Rchb.f.
72. Polystachya eurychila Summerh.
73. Polystachya eurygnatha Summerh.
74. Polystachya expansa Ridl.
75. Polystachya fabriana Geerinck
76. Polystachya fallax Kraenzl.
77. Polystachya fischeri Rchb.f., Kraenzl.
78. Polystachya foliosa (Hook.) Rchb.f.
79. Polystachya fractiflexa Summerh.
80. Polystachya fulvilabia Schltr.
81. Polystachya fusiformis (Thouars) Lindl.
82. Polystachya galeata (Sw.) Rchb.f.
83. Polystachya geniculata Summerh.
84. Polystachya geraensis Barb.Rodr.
85. Polystachya goetzeana Kraenzl.
86. Polystachya golungensis Rchb.f.
87. Polystachya gracilenta Kraenzl.
88. Polystachya greatrexii Summerh.
89. Polystachya haroldiana Rolfe
90. Polystachya hastata Summerh.
91. Polystachya heckeliana Schltr.
92. Polystachya heckmanniana Kraenzl.
93. Polystachya henrici Schltr.
94. Polystachya hoehneana Kraenzl.
95. Polystachya holmesiana P.J.Cribb
96. Polystachya hologlossa (P.J.Cribb & la Croix) Szlach. & Olszewski
97. Polystachya holstii Kraenzl.
98. Polystachya humbertii H.Perrier
99. Polystachya isabelae Mytnik
100. Polystachya isochiloides Summerh.
101. Polystachya johnstonii Rolfe
102. Polystachya jubaultii Pailler
103. Polystachya kaluluensis P.J.Cribb & la Croix
104. Polystachya kathriniae Eb.Fisch. & Killmann
105. Polystachya kermesina Kraenzl.
106. Polystachya kingii Summerh.
107. Polystachya kornasiana Szlach. & Olszewski
108. Polystachya kubalae Szlach. & Olszewski
109. Polystachya kupensis P.J.Cribb & B.J.Pollard
110. Polystachya lacroixiana Geerinck
111. Polystachya laurentii De Wild.
112. Polystachya lawalreeana Geerinck
113. Polystachya lawrenceana Kraenzl.
114. Polystachya laxiflora Lindl.
115. Polystachya lejolyana Stévart
116. Polystachya leonardiana Geerinck
117. Polystachya leonensis Rchb.f.
118. Polystachya letouzeyana Szlach. & Olszewski
119. Polystachya leucorhoda Kraenzl.
120. Polystachya leucosepala P.J.Cribb
121. Polystachya ligulifolia Summerh.
122. Polystachya lindblomii Schltr.
123. Polystachya lineata Rchb.f.
124. Polystachya longiscapa Summerh.
125. Polystachya lukwangulensis P.J.Cribb
126. Polystachya macropoda Summerh.
127. Polystachya maculata P.J.Cribb
128. Polystachya mafingensis P.J.Cribb
129. Polystachya magnibracteata P.J.Cribb
130. Polystachya malilaensis Schltr.
131. Polystachya masasayensis Rchb.f.
132. Polystachya mauritiana Spreng.
133. Polystachya mazumbaiensis P.J.Cribb & Podz.
134. Polystachya melanantha Schltr.
135. Polystachya melliodora P.J.Cribb
136. Polystachya meyeri P.J.Cribb & Podz.
137. Polystachya microbambusa Kraenzl.
138. Polystachya mildbraedii Kraenzl.
139. Polystachya minima Rendle
140. Polystachya modesta Rchb.f.
141. Polystachya monolenis Summerh.
142. Polystachya monophylla Schltr.
143. Polystachya montiquetiana Stévart & Geerinck
144. Polystachya moreauae P.J.Cribb & Podz.
145. Polystachya mukandaensis De Wild.
146. Polystachya mystacioides De Wild.
147. Polystachya mzuzuensis P.J.Cribb & la Croix
148. Polystachya neobenthamia Schltr.
149. Polystachya ngomensis G.McDonald & McMurtry
150. Polystachya nyanzensis Rendle
151. Polystachya obanensis Rendle
152. Polystachya oblanceolata Summerh.
153. Polystachya odorata Lindl.
154. Polystachya oreocharis Schltr.
155. Polystachya orophila Stévart & E.Bidault
156. Polystachya ottoniana Rchb.f.
157. Polystachya pachychila Summerh.
158. Polystachya pamelae Eb.Fisch., Killmann & Nsanz.
159. Polystachya paniculata (Sw.) Rolfe
160. Polystachya parva Summerh.
161. Polystachya parviflora Summerh.
162. Polystachya paulensis Rchb.f.
163. Polystachya pergibbosa H.Perrier
164. Polystachya perrieri Schltr.
165. Polystachya piersii P.J.Cribb
166. Polystachya pinicola Barb.Rodr.
167. Polystachya pobeguinii (Finet) Rolfe
168. Polystachya pocsii P.J.Cribb
169. Polystachya poikilantha Kraenzl.
170. Polystachya polychaete Kraenzl.
171. Polystachya porphyrochila J.Stewart
172. Polystachya praecipitis Summerh.
173. Polystachya principia Stévart & P.J.Cribb
174. Polystachya proterantha P.J.Cribb
175. Polystachya pseudodisa Kraenzl.
176. Polystachya puberula Lindl.
177. Polystachya pubescens (Lindl.) Rchb.f.
178. Polystachya pudorina P.J.Cribb
179. Polystachya purpureobracteata P.J.Cribb & la Croix
180. Polystachya pyramidalis Lindl.
181. Polystachya ramulosa Lindl.
182. Polystachya reflexa Lindl.
183. Polystachya reticulata Stévart & Droissart
184. Polystachya retusiloba Summerh.
185. Polystachya rhodochila Schltr.
186. Polystachya rhodoptera Rchb.f.
187. Polystachya ridleyi Rolfe
188. Polystachya riomuniensis Stévart & Nguema
189. Polystachya rivae Schweinf.
190. Polystachya rolfeana Kraenzl.
191. Polystachya rosea Ridl.
192. Polystachya rosellata Ridl.
193. Polystachya rugosilabia Summerh.
194. Polystachya ruwenzoriensis Rendle
195. Polystachya rydingii Baranow & Mytnik
196. Polystachya saccata (Finet) Rolfe
197. Polystachya samilae Eb.Fisch., Killmann, J.-P.Lebel & Delep.
198. Polystachya serpentina P.J.Cribb
199. Polystachya seticaulis Rendle
200. Polystachya setifera Lindl.
201. Polystachya shega Kraenzl. ex Engl.
202. Polystachya siederi Hermans
203. Polystachya simplex Rendle
204. Polystachya songaniensis G.Will.
205. Polystachya sosefii Baranow & Mytnik
206. Polystachya spatella Kraenzl.
207. Polystachya stauroglossa Kraenzl.
208. Polystachya steudneri Rchb.f.
209. Polystachya stewartiana Geerinck
210. Polystachya stodolnyi Szlach. & Olszewski
211. Polystachya stuhlmannii Kraenzl.
212. Polystachya suaveolens P.J.Cribb
213. Polystachya subdiphylla Summerh.
214. Polystachya subulata Finet
215. Polystachya subumbellata P.J.Cribb & Podz.
216. Polystachya superposita Rchb.f.
217. Polystachya supfiana Schltr.
218. Polystachya teitensis P.J.Cribb
219. Polystachya tenella Summerh.
220. Polystachya tenuissima Kraenzl.
221. Polystachya tessellata Lindl.
222. Polystachya testuana Summerh.
223. Polystachya thomensis Summerh. ex Exell
224. Polystachya transvaalensis Schltr.
225. Polystachya tridentata Summerh.
226. Polystachya troupiniana Geerinck
227. Polystachya tsaratananae H.Perrier
228. Polystachya tsinjoarivensis H.Perrier
229. Polystachya uluguruensis P.J.Cribb& Podz.
230. Polystachya undulata P.J.Cribb & Podz.
231. Polystachya vaginata Summerh.
232. Polystachya valentina la Croix & P.J.Cribb
233. Polystachya victoriae Kraenzl.
234. Polystachya villosa Rolfe
235. Polystachya virescens Ridl.
236. Polystachya virginea Summerh.
237. Polystachya vulcanica Kraenzl.
238. Polystachya walravensiana Geerinck & Arbonn.
239. Polystachya waterlotii Guillaumin
240. Polystachya winigeri Eb.Fisch. & Killmann
241. Polystachya woosnamii Rendle
242. Polystachya xerophila Kraenzl.
243. Polystachya zambesiaca Rolfe
244. Polystachya zuluensis L.Bolus
245. Polystachya ×nebulicola G.McDonald & McMurtry

## Sinonimi
- Epiphora Lindl.
- Nienokuea A. Chev.
- Dendrorkis Thouars
- Dendrorchis Thouars ex Kuntze
- Neobenthamia Rolfe
- Disperanthoceros Mytnik & Szlach.
- Geerinckia Mytnik & Szlach.
- Szlachetkoella Mytnik
- Dendrobianthe (Schltr.) Mytnik
- Epiphorella Mytnik & Szlach.
- Unguiculabia Mytnik & Szlach.
- Isochilostachya Mytnik & Szlach.
- Neoburttia Mytnik, Szlach. & Baranow